# Priston
Priston is een civil parish in het bestuurlijke gebied Bath and North East Somerset (graafschap Somerset). De plaats telt 232 inwoners.